# Ногути, Ёнэдзиро
Ёнэдзиро Ногути (яп. 野口 米次郎 Ногути Ёнэдзиро:, 8 декабря 1875 — 13 июля 1947) — японский поэт и литературовед. Отец скульптора и дизайнера Исаму Ногути.

## Биография
Ёнэдзиро Ногути родился в префектуре Айти, в посёлке Цусима около города Нагоя (в настоящее время город Цусима). Учился в университете Кэйо. В 1893 году, не закончив учёбу, Ногути решил посмотреть свет и отправился в Америку. Два года он скитался по Америке. В 1895 году устроился корреспондентом японского газетного агентства в Сан-Франциско. После знакомства с поэтом Хоакином Миллером Ногути оставил работу и поселился в горах. В этот период горного отшельничества его единственными спутниками были книги Мацуо Басё и Эдгара По. Живя в горах, Ногути впервые начал писать стихи на английском языке. Эти стихи он сам же переводил на японский. Иногда он писал стихи на японском и переводил их на английский язык.
В 1896 году вышел в свет его первый сборник на английском языке «Видимое и невидимое» («Seen and unseen»). После путешествия к Ниагарскому водопаду Ногути опубликовал ещё один сборник под названием «Голос долины» («The Voice of the Valley»). В 1900 году, переехав на восточное побережье США, Ногути некоторое время жил в Нью-Йорке. С помощью писательницы и издательницы Леони Гилмор он закончил работу над своим первым романом «Американский дневник японской девушки» («The American Diary of a Japanese Girl»). Роман был опубликован в 1902 году. Затем Ногути отправился в Англию, где за свой счет опубликовал третью книгу стихов «С восточного моря» («From the Eastern Sea»). Об этой книге с похвалой отозвались Томас Харди, Артур Саймонс и другие. Из Англии Ногути на некоторое время вернулся в Америку. В 1904 году он возвратился в Японию и стал профессором английской литературы в университете Кэйо. С началом русско-японской войны большим спросом в американских журналах стали пользоваться статьи о различных аспектах японской культуры. В это время Ногути опубликовал целый ряд статей на данные темы, включая статью «Предложение к американским поэтам», в которой советовал американским поэтам использовать такую форму стиха как хокку (хайку).
В этот же период Ногути много внимания уделял изучению творчества ирландско-американского прозаика, переводчика и специалиста по японской литературе Лафкадио Хирна. Результатом этого внимания была публикация нескольких книг и ряда статей, посвященных Хирну. В частности, книга «Лафкадио Хирн в Японии» («Lafcadio Hearn in Japan», 1910). В 1913 году по приглашению поэта Роберта Бриджеса он побывал в Англии с курсом лекций.
Начиная с 1921 года, Ногути выпустил ряд поэтических сборников: «Стихи человека с двойным гражданством» (1921), «Яблоко упало» (1922), «Безмолвно кровь вскипает» (1922), «Стою на горе» (1923), «Символистская лирика»(1925) и другие. Почти все его публикации после 1921 года на английском языке были посвящены японскому искусству. Когда во время второй мировой войны дом Ногути в Токио при бомбардировке был разрушен, Ногути уехал в село Тоёока на острове Хонсю и прожил там последние годы жизни. В июле 1947 года Ногути умер от рака желудка.

## Наследие
Характерной чертой зрелого творчества Ногути считают, стремление к философским обобщениям, тонкое понимание природы. Большое внимание в своей поэзии он уделяет размышлениям об искусстве, о красоте, о месте художника. Его свободная манера, использование разговорного языка предвосхитили основной путь развития новой японской поэзии. Творчество Ёнэдзиро Ногути, воплощающее синтез восточной и западной культур, оставило заметный след, как в японской, так и в англо-американской литературе.

## Сочинения
- Seen & Unseen, or, Monologues of a Homeless Snail (1897, 1920)
- The Voice of the Valley (1897)
- The American Diary of a Japanese Girl (1902, 1904, 1912, 2007)
- From the Eastern Sea (pamphlet) (1903)
- From the Eastern Sea (1903, 1903, 1905, 1910)
- The American Letters of a Japanese Parlor Maid (1905)
- Japan of Sword and Love (1905)
- The Summer Cloud (1906)
- Ten Kiogen in English (1907)
- The Pilgrimage (1909, 1912)
- Kamakura (1910)
- Lafcadio Hearn in Japan (1910, 1911)
- The Spirit of Japanese Poetry (1914)
- The Story of Yone Noguchi (1914, 1915)
- Through the Torii (1914, 1922)
- The Spirit of Japanese Art (1915)
- Japanese Hokkus (1920)
- Japan and America (1921)
- Hiroshige (1921)
- Selected Poems of Yone Noguchi (1921)
- Selected English Writings of Yone Noguchi: An East-West Literary Assimilation, ed. Yoshinobu Hakutani, 2 v. (1990—1992).
- Collected English Works of Yone Noguchi: Poems, Novels and Literary Essays, ed. Shunsuke Kamei, 6 v.